# Chmelnycká jaderná elektrárna
Chmelnycká jaderná elektrárna (ukrajinsky Хмельницька атомна електростанція) je jaderná elektrárna, která se nachází na Ukrajině na severu Chmelnycké oblasti u města Netyšin, přibližně 300 km západně od Kyjeva. V jaderné elektrárně jsou provozovány technologicky identické bloky jako má jaderná elektrárna Temelín.
Podle plánu by se elektrárna v letech 2030 až 2032 měla stát první svého druhu v zemi, kde budou postaveny nové reaktory AP1000. Elektrickou energii do soustavy dodává třemi elektrickými vedeními o napětí 750 kV a třemi elektrickými vedeními o napětí 330 kV, prostřednictvím kterých poskytuje elektrickou energii na západ Ukrajiny. Oba bloky by díky soustavným rekonstrukcím a nákladným modernizacím měly sloužit minimálně 60 let.

## Historie a technické informace

### Počátky
V dubnu 1975 přijalo Ministerstvo energetiky a elektrifikace Svazu sovětských socialistických republik usnesení o výstavbě nové jaderné elektrárny u Netišynu v Chmelnycké oblasti. Zvolené místo se vybíralo z padesáti možných lokalit. Elektrárna se původně měla jmenovat Západní Ukrajina II, aby se odlišila od Rovenské jaderné elektrárny pojmenované Západní Ukrajina. Ještě téhož roku ale došlo ke změně názvu na Chmelnyckou jadernou elektrárnu. 
Pokynem vydaným ministerstvem 4. února 1977 začaly přípravné práce na jaderné elektrárně. První stroje na stavbu prvních budov dorazily na místo v roce 1978. Nejprve se pracovalo na infrastruktuře, včetně výstavby prvních silnic, a realizovaly se rovněž přípravné práce na výstavbě nového města na místě stejnojmenné vesnice Netišyn. Zvláštností samotné jaderné elektrárny byla účast zemí Rady vzájemné hospodářské pomoci (RVHP), jež se podílely na výstavbě. Jednalo se o země sousedící s Ukrajinskou SSR. Záměrem bylo nechat financovat a stavět čtyři reaktory členskými zeměmi RVHP, které již měly zkušenosti s výstavbou sovětských reaktorových systémů, tedy například Maďarsko, Polsko a Československo. Samotná elektrárna se měla po dokončení vrátit zpět do sovětských rukou. Představa byla taková, že finanční příspěvek jednotlivých zúčastněných států na stavbu elektrárny bude vykompenzován vývozem elektřiny z Chmelnycké jaderné elektrárny a vývozem surovin za výhodných podmínek.
Poloha Chmelnycké jaderné elektrárny je výhodná pro export elektřiny, neboť vedení vysokého napětí 750 kV do rozvodny Vinnycja je velkým exportním vedením do středovýchodní Evropy. Chmelnycká elektrárna měla být druhou jadernou elektrárnou, která měla poskytnout elektřinu na export a zvažovala se přes západoukrajinský rozvaděč její integrace do jednoho systému s jadernou elektrárnou Rovno. V roce 1979 Maďarsko, Československo a Polsko podepsaly odpovídající dohodu o spolupráci se Sovětským svazem o účasti na výstavbě společné jaderné elektrárny Chmelnyckyj v rámci RVHP.
Dne 28. listopadu 1979 byl schválen technický projekt jaderné elektrárny o výkonu 4000 MW sestávající ze čtyř jaderných reaktorů VVER-1000. Přestože se na jaderné elektrárně kromě Sovětského svazu přímo podílely pouze tři státy, velká část ostatních členských států RVHP participovala na jiných projektech, které s výstavbou jaderné elektrárny přímo nebo nepřímo souvisely. V samotné jaderné elektrárně mělo hlavní zařízení s komponentami primárního okruhu pocházet ze Sovětského svazu, veškeré elektrické systémy měly být z Polska a všechna zařízení, mezi něž se řadily jeřáby a lisy, se vyráběly v Československu. Celý komunikační systém jaderné elektrárny mělo dodat Maďarsko.
Náklady na celý projekt čtyř reaktorů měly činit 1,5 miliardy rublů. SSSR, jakožto největší budoucí odběratel vyrobené elektrické energie, převzal 50 % nákladů sám. Na Polsko připadlo 25 % nákladů a Československo s Maďarskem každý 12,5 %. Podle původních představ měl první blok dodávat elektrickou energii od roku 1984 a exportem vyprodukované elektřiny měly být poskytnuté finanční prostředky splaceny do roku 2003, kdy se závod měl stát majetkem Sovětského svazu.

### Bloky 1 a 2
Dne 22. ledna 1981 se začalo s hloubením výkopové jámy pro první blok, aby 7. července 1981 mohlo proběhnout nalití prvních kubíků betonu. Téhož roku, 22. října, začalo lití základů pro budovu reaktoru, ve kterých byla odlita kapsle pro budoucí generace.

#### Výstavba
Vlastní stavba prvního bloku začala 1. listopadu 1981. V červenci 1982 byly postaveny první základní konstrukce bloku. Od roku 1983 probíhala výstavba šachty reaktoru na 1. bloku a začaly přípravné práce na 2. bloku. To mimo jiné umožnilo dokončení základového lože. Důležitým milníkem se stalo dokončení nového vedení vysokého napětí do Řešova (Polsko) v říjnu 1984. V roce 1985 se kolem budovy reaktoru 1. bloku začala budovat čtvercová obvodová budova pomocného zařízení, typická pro reaktory VVER-1000/320. První turbína dorazila ve stejném roce. Na rozdíl od předchozích elektráren elektrárna Chmelnyckyj dostala místo dvou vysokorychlostních turbín nebo jedné pomaloběžné turbíny s otáčkami 1500 ot./min. pouze jednu 1000 MW vysokorychlostní turbínu s otáčkami 3000 ot./min od Leningradského metalurgického závodu (zkráceně LMZ). Dne 1. února 1985 začala výstavba druhého bloku a výstavba prvních částí budovy reaktoru. Především kvůli rabování a krádežím na meziskládce materiálů došlo k významným zpožděním, pro které nemohl být dodržen harmonogram a k původně plánovanému spuštění v roce 1984 nedošlo. Zpočátku rabování nevypadalo jako velký problém, ale ukázalo se, že je to jedna z největších potíží při výstavbě.

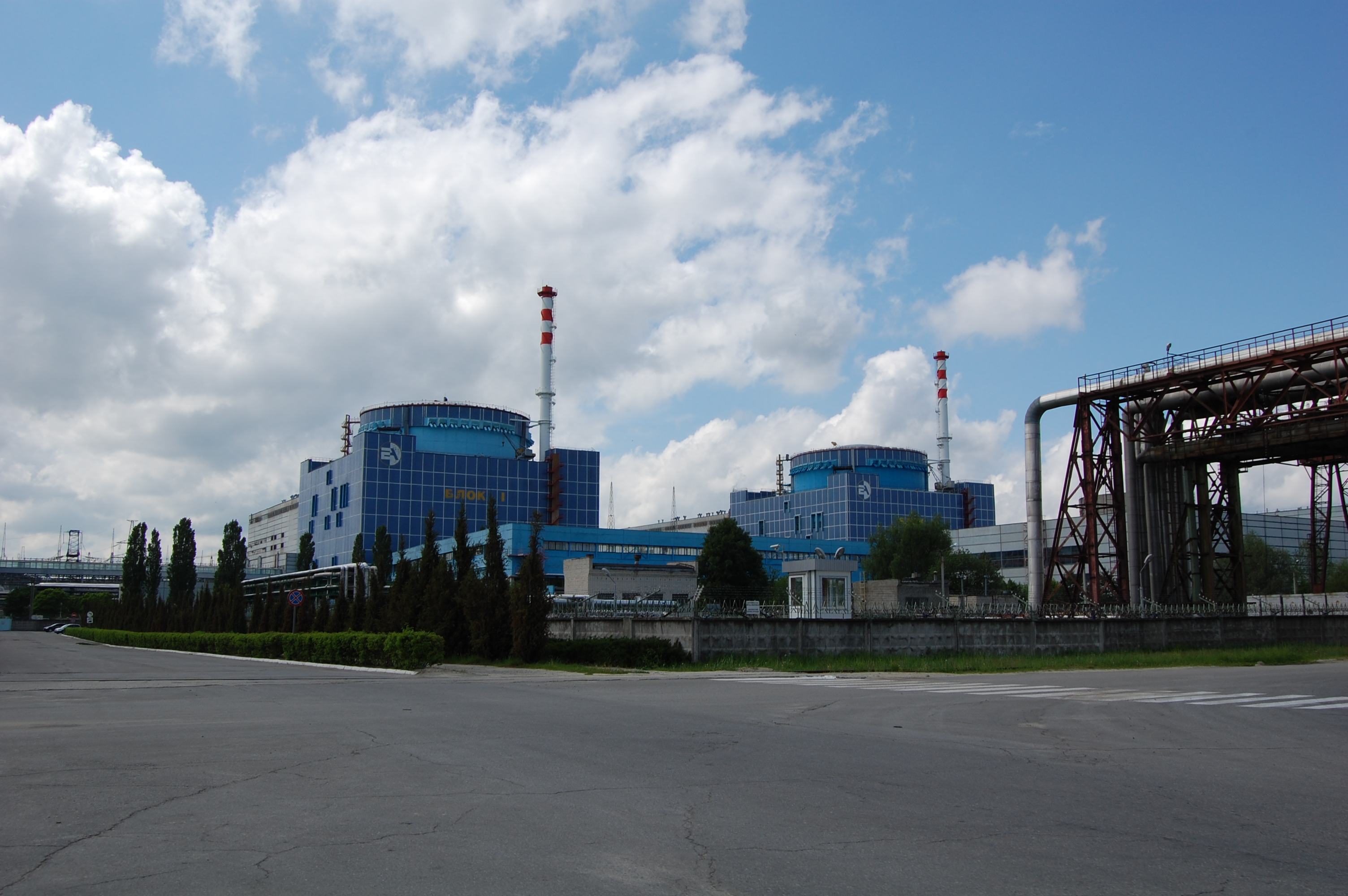
První dva bloky

Počátkem roku 1986 začala montáž potrubí v prvním bloku a také instalace vzduchotechnického systému. Dne 17. března 1986 byla tlaková nádoba reaktoru, která pocházela z Atommaše z Volgodonsku, vyzdvižena a nainstalována do budovy reaktoru na místo určení. Při výstavbě potrubí primárního okruhu však nastaly komplikace, protože montážní otvory ve zdech budovy pro ně byly příliš malé. Další nedostatky se odhalily v sekundárním okruhu. Několik z těchto nedostatků zapříčinily chybné plány pro reaktor VVER-1000/320, které byly plánovačem projektu špatně zakresleny a následně ignorovány. Měsíc po havárii reaktoru v Černobylu došlo na severní Ukrajině k deficitu elektřiny 4000 MW, který částečně kompenzovala především Kalininská jaderná elektrárna v dnešním Rusku. Protože by se však výstavba bloku pět v Černobylu zpozdila o roky, provozovatel Sojuzatomenergo přidělil celý stavební rozpočet pátého bloku Černobylu pro druhý blok v Chmelnycké jaderné elektrárně, aby se předešlo kolapsu rozvodné sítě. V srpnu 1986 byla nasazena kopule budovy prvního reaktoru. V témže roce se provedly první zkoušky na nízkotlakých turbínách. V roce 1987 byla z velké části dokončena finální montáž v prvním bloku a operátoři testovali funkčnost blokových systémů, aby se v listopadu mohlo naložit do reaktoru první palivo. Dne 10. prosince 1987 zahájila jednotka provoz v 6 hodin ráno, kdy reaktor dosáhl kritického stavu (začal fungovat). Dne 17. prosince 1987 dosáhl reaktor nejnižší možné výkonové hladiny.
V roce 1988 se změnila politická situace v zemi, což poprvé vedlo k většímu odporu obyvatel vůči rozsáhlým projektům. To se stalo i v Chmelnycké jaderné elektrárně jako jeden z přímých důsledků této politické změny a v důsledku černobylské katastrofy, kdy poprvé proběhly protesty proti výstavbě druhého bloku. Kvůli zrušení pátého a šestého bloku v Černobylu v roce 1988 v důsledku havárie museli stavitelé opustit tamní elektrárnu a byli zcela převeleni na staveniště Chmelnycké jaderné elektrárny. Podobně jako budovatelé, také personál z havarovaného čtvrtého bloku přestoupil do druhého bloku v Chmelnycké jaderné elektrárně. Blok byl již z 95 % dokončen v roce 1989 a již v procesu uvádění do provozu. Blok měl být podle harmonogramu spuštěn v roce 1990, ale od května 1990 se dodavatelské firmy zapojily do protestů a uvalily embargo na dodávku komponent a v červnu proti elektrárně vznikly blokády, které zablokovaly vjezd stavební techniky na stavbu. Vlna protestů vyvrcholila v létě, kdy několik lidí drželo hladovku, protesty se staly silnějšími a pokračovalo i dodavatelské embargo místních firem. Chmelnycká oblast v parlamentu Ukrajinské socialistické sovětské republiky navrhla moratorium na výstavbu dalších reaktorů, které by vyřešilo problém v Chmelnycké jaderné elektrárně, které se však napoprvé zamítlo. Teprve 3. srpna 1990 parlament žádost potřebným počtem hlasů schválil, takže stavba na druhém bloku byla prozatím pozastavena a již dodané komponenty reaktoru byly uskladněny. Instalovaná kapacita 1000 MW v prvním bloku však sama o sobě nestačila pokrýt poptávku po elektřině, a proto se elektřina distribuovala na příděl a pravidelně docházelo k výpadkům proudu.
Po rozpadu Sovětského svazu, v září 1992, v důsledku havárie 25. května 1992 v Leningradské jaderné elektrárně, při níž unikly radioaktivní plyny, se plánovalo definitivní odstavení celé jaderné elektrárny Černobyl do roku 1993, což znamenalo nutnost náhradních kapacit. Jako náhradu za tři 1000 MW reaktory v Černobylu zvolil tehdejší provozovatel Ukratomenergo dokončení bloku šest v Záporoží, bloku čtyři v Rovenské jaderné elektrárně a blok dva v Chmelnycké jaderné elektrárně. V říjnu 1992 však prezident Leonid Kravčuk proti vůli parlamentu schválil restart jaderné elektrárny v Černobylu po modernizaci. Parlament proto prodloužil provoz Černobylu minimálně do roku 1996. Moratorium na výstavbu jaderných elektráren zaniklo dne 21. října 1993 na základě rozhodnutí vlády, a proto mohl do druhého bloku být nainstalován generátor ještě v roce 1993. Nejprve se měl uvést do provozu 6. blok v Záporoží, následovaný 2. blokem v Chmelnycké jaderné elektrárně a poté 4. v Rovenské jaderné elektrárně, zatímco čtvrtý blok jihoukrajinské elektrárny byl zrušen jako nejméně pokročilá výstavba.
Finanční investice již uskutečněné zeměmi RVHP Polskem, Maďarskem a Československem zcela zanikly rozpadem Sovětského svazu, ale Ukrajina je ze solidarity splatila dodávkami elektřiny.

#### Projekt Khmelnitsky-2/Rivne-4
V roce 1995 požádaly země G7 Evropskou komisi o finanční podporu na výstavbu dvou nových reaktorů na Ukrajině ve prospěch vyřazení jaderné elektrárny Černobyl z provozu. V prosinci 1995 země G7 a Evropská komise podepsaly memorandum o porozumění s Ukrajinou o poskytnutí finančních prostředků na dostavbu druhého bloku v Chmelnycké jaderné elektrárně a čtvrtého bloku v Rovenské jaderné elektrárně výměnou za řádné vyřazení jaderné elektrárny Černobyl z provozu. Pomoc ke dvěma projektům znala veřejnost především pod označením K2/R4 (anglicky Khmelnitskiy-2/Rovno-4) dle označení bloků. Důvodem, proč se vybraly právě tyto reaktory, byl stupeň dokončení každého kolem 80 %, přičemž šestý blok Záporožské jaderné elektrárny se v té době nacházel již ve zkušebním provozu, takže na ten se memorandum nevztahovalo. Peníze v celkové výši 1,8 miliardy dolarů měly poskytnout z velké části Evropská banka pro obnovu a rozvoj a země G7. Již v únoru 1997 však Evropská banka pro obnovu a rozvoj konstatovala, že peníze na tento projekt se investovaly nesprávně, protože ekonomický rozvoj a tím i spotřeba energie se tolik nezvýšila a celkově stále přetrvávala nadměrná kapacita elektrické sítě. Důležitým faktorem byly také zkušenosti se stavbou identických bloků elektrárny Temelín v České republice a jadernou elektrárnou Mochovce s reaktory VVER-440 na Slovensku, která také musela být nákladně dovybavována, což prokázalo, že s těmito bloky je mnoho problémů a zejména v případě Temelína, že jakákoli dovybavení představuje finanční riziko. Navíc tyto bloky na Ukrajině dosáhly v letech 1993 až 1996 koeficientu využití jen 59 až 65 procent, což je hluboko pod mezinárodním průměrem (80 %). Využití bloků se však rok od roku zvyšovalo.
Ve dnech 17. a 18. ledna 1996 informovala média a okolní obyvatelstvo o plánované dostavbě. Od roku 1997 byly v rámci restrukturalizace v energetice předány rozhodovací pravomoci novému provozovateli Energoatom. V roce 1998 byla podepsána třicetiletá smlouva o spolupráci v oblasti civilní jaderné energetice s USA a v rámci této smlouvy byla přislíbena podpora výstavby dvou nových bloků a také údržba všech reaktorů na Ukrajině. Poté, co Evropská banka pro obnovu a rozvoj počátkem roku 2000 předem schválila úvěr na dva reaktory, Leonid Kučma oznámil, že poslední aktivní třetí blok v Černobylu bude definitivně odstaven ze sítě do konce roku 2000. Priority ohledně K2/R4 se však změnily, přičemž ministr energetiky a paliva dal jasně najevo, že dostavba reaktorů nebude dále souviset s odstávkou Černobylu, protože už nezáleží na tom, zda budou reaktory v provozu před nebo po odstavení. Dne 15. prosince 2000 proběhlo vyřazení posledního černobylského bloku z provozu. Přesto Ukrajina musela mimo jiné nakupovat více konvenčních surovin pro uhelné a jiné elektrárny. Ke konci roku 2000 francouzský prezident Jacques Chirac zdůraznil, že chápe závazek Ukrajiny k jaderné energetice a dal zemi záruky na dostavbu bloků. Projekt získal odpovídající velkou podporu v rámci Evropské unie po konečném rozhodnutí o vyřazení jaderné elektrárny Černobyl ze sítě do konce roku 2000.
Konsorcium složené z francouzského Framatome, německého Siemens a ruského Atomstrojexportu podepsalo 23. října 2000 kontrakt na modernizaci obou bloků. Plán požadoval, aby konsorcium dokončilo bloky dle původního projektu, přičemž by se v nadcházejících letech modernizovaly na západní standardy. Stejné konsorcium již modernizovalo první dva bloky JE Mochovce a pátý a šestý blok v Kozloduji. Ve stejném měsíci Evropská banka pro obnovu a rozvoj poskytla Ukrajině na dostavbu bloků půjčku ve výši 215 milionů dolarů. Po tomto rozhodnutí schválila Evropská komise další půjčku ve výši 585 milionů dolarů pro Energoatom v rámci Evropského společenství pro atomovou energii. Tyto prostředky byly převedeny těsně před uzavřením Černobylu 15. prosince 2000 jako znamení podpory a důvěry. Ze strany Ruska již existovala půjčka 225 milionů dolarů pro dva reaktory na nákup komponent a jaderného paliva. Podpis odpovídající dohody proběhl v červnu. V říjnu 2001 se Ukrajina spolu s Ruskem rozhodla, že oba reaktory dobudují vlastními silami. Oba reaktory měly být v provozu do tří let. Znamenalo to však, že příslib peněz Evropské banky pro obnovu a rozvoj mohl být zcela zrušen. V důsledku toho banka ke konci roku 2001 další finanční prostředky zadržela, také proto, že Ukrajina nesplnila všechny požadavky. Stejně tak některé půjčky odmítlo Rusko. Práce na blocích však pokračovaly v ruské režii a blížily se ke konci.

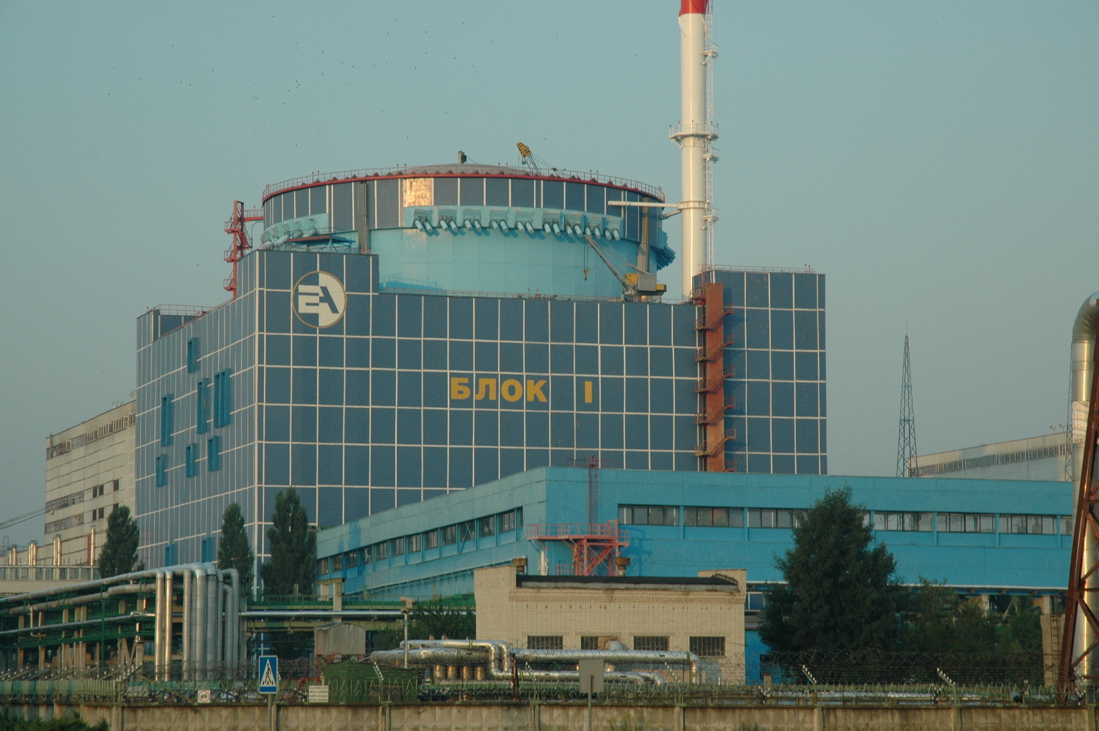
První blok v roce 2007

V listopadu 2002 Ruská federace udělila dodatečný rozpočet na dokončení reaktorů. Vzhledem k tomu, že jednání o půjčce od Evropské banky pro obnovu a rozvoj uvízla v téměř nekonečném zkoumání bezpečnostních požadavků, začal Energoatom od července 2003 vybírat zvláštní odvod z elektřiny vyrobené z jaderných elektráren. Vzhledem k tomu, že ani z tohoto příjmu nebylo možné pokrýt potřeby, bylo požádáno o další úvěr. Dne 20. července 2004, těsně před dokončením bloků, schválila Evropská banka pro obnovu a rozvoj úvěr, i když ve zmenšené podobě. K dispozici mělo být pouze 83 milionů dolarů, kromě již vyplacených 42 milionů dolarů.

#### Spuštění
Podle plánu měl být první blok připojen k síti v roce 1984, ale Západ těmto plánům příliš nevěřil, jelikož šlo o velmi optimistické rozhodnutí. Vzhledem k tomu, že uvedení do provozu by se ve skutečnosti podle stavu z roku 1983 zpozdilo až o tři roky a Polsko bylo naléhavě závislé na dovozu elektřiny, byla zemi poskytnuta dodatečná energie ze čtvrtého bloku jaderné elektrárny Černobyl, který byl uveden do provozu v roce 1983. Jakmile by však byla Chmelnycká jaderná elektrárna připojena k síti, Polsko a Maďarsko, které dříve také odebíraly elektřinu dováženou z Černobylu, měly být zásobovány společnou jadernou elektrárnou, protože všechny čtyři bloky černobylské reaktory byly naléhavě potřeba pro stabilizaci napjaté situace sítě na severní Ukrajině a ve středním Rusku. V roce 1985 se stále očekávalo, že první blok bude připojen k síti v roce 1985. První blok byl nakonec uveden do provozu 31. prosince 1987 a poprvé byl spuštěn na plný výkon. Dne 17. dubna byl však blok opět vypnut k první preventivní revizi. Již však 13. srpna 1988 byl blok opět uveden do pravidelného provozu. První roky provozu však ukázaly velké problémy s turbínou, které opakovaně vedly k přerušení provozu. Samotná turbína je prototyp, který dosud nebyl testován. Provoz turbíny byl tehdy dočasně obnoven provizorním způsobem. Protože tyto problémy měly i další jaderné elektrárny s těmito reaktory, byla mezi jednotlivými elektrárnami vytvořena síť zkušeností, avšak bez systematického sběru provozních zkušeností. Provozní simulátor pro tyto reaktory v té době ještě neexistoval, a proto se operátoři mohli spolehnout pouze na své zkušenosti. Do roku 1990 se však provozní parametry zlepšily, proto byla elektrárna příslušně oceněna.
Samotný první blok nedokázal zpočátku dostat pod kontrolu energetický deficit regionu. Teprve po rozpadu Sovětského svazu v roce 1991, v důsledku uzavření mnoha podniků, blok pokryl spotřebu energie. V roce 1994 v důsledku zrušeného moratoria parlament poprvé schválil dovybavení a modernizaci bloku. V roce 1997 pracovní síla elektrárny požadovala vrácení mezd. Tento problém měl být vyřešen nahrazením Ukratomenergopromu státem nově založeným provozovatelem Energoatom a převzetím vedení jako nový vlastník elektráren. To však problém nevyřešilo, spíše prohloubilo. Energoatom prodával velkou část elektřiny podnikům výměnou za suroviny a materiály, a proto společnost ve skutečnosti neměla žádné velké výnosy. Po odvolání představenstva Energoatomu dne 19. února 1999 na základě rozhodnutí ukrajinského premiéra Valerije Pustovojtenka nastoupil do funkce ředitel Chmelnycké jaderné elektrárny Mykola Dudščenko. Výsledkem byl finanční audit nařízený ukrajinským prezidentem Leonidem Kučmou.
Druhý blok poprvé dodal elektřinu do sítě 7. srpna 2004 a tím byl spuštěn. O den později byl blok slavnostně otevřen za přítomnosti prezidenta Leonida Kučmy. Dne 15. prosince 2005 blok přešel do komerčního provozu. Do listopadu 2010 byly všechny možnosti modernizace druhého bloku realizovány. Vzhledem k tomu, že rozpočet elektrárny vykazoval přebytky, mohla být přijata další opatření vedoucí ke zvýšení bezpečnosti.

### Bloky 3 a 4
V září 1985 začaly konstrukční práce na třetím bloku a v roce 1986 na čtvrtém bloku. Bloky měly původně být připojeny k síti již v letech 1988 a 1990.

#### Výstavba
Dne 1. března 1986 byla zahájena výstavba třetího bloku, 1. února 1987 výstavba čtvrtého bloku. Dne 19. listopadu 1987 vypukl na staveništi třetího bloku požár, který sám ředitel elektrárny Saparonov označil za extrémní scénář. I když druhý blok nebyl poškozen, tato událost posunula stavební práce o několik měsíců zpět. Kvůli moratoriu schválenému parlamentem 3. srpna 1990 na další rozšiřování jaderných elektráren se výstavba bloků zastavila. Po zrušení moratoria nezávislým ukrajinským státem v roce 1993 proběhla také obnova konzervace a údržba třetího a čtvrtého bloku. V roce 2003 se plánovalo dokončit třetí blok po dokončení druhého. To potvrdil ministr energetiky a člen představenstva Energoatom Serhij Tulub 30. dubna 2003 na konferenci v Kyjevě. Počáteční plánování předcházelo možnému zahájení provozu v letech 2010 až 2012 jako cíl dlouhodobého energetického plánování na Ukrajině. Z dlouhodobého hlediska měl být opět jednou z možností i blok čtyři. Dne 8. srpna 2004 Leonid Kučma v rámci zprovoznění druhého reaktoru oficiálně oznámil, že by nyní měly být obnoveny práce na třetím bloku kvůli dostavbě.

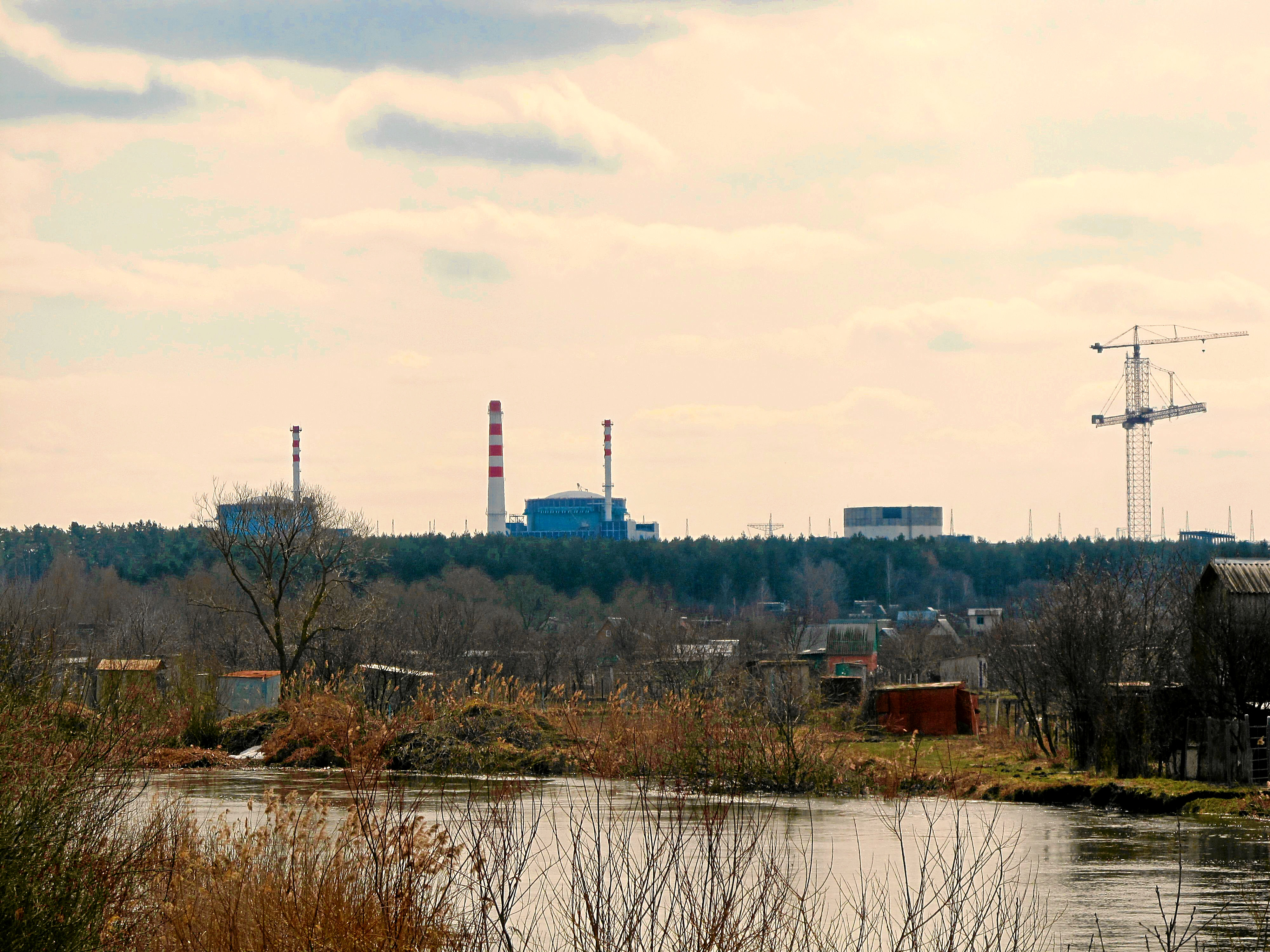
Bloky 1 a 2 vlevo, vpravo struktury bloků 3 a 4 společně s jeřábem K10000

Až v roce 2006 padlo definitivní rozhodnutí o dostavbě dvou bloků. Stavba od moratoria z roku 1990 nepokračuje, ale blok tři je již hotový ze 75 % a čtvrtý z 28 %. Dne 4. června 2007 podepsaly Rosatom a Ukratomprom odpovídající dohodu o spolupráci. Podle Sergeje Vladimiroviče Kirijenka, ministerského šéfa ruské skupiny Rosatom, bylo Rusko připraveno investovat do výstavby elektráren, aby je využilo pro případný export elektřiny do Evropy. Podle analýzy zveřejněné v roce 2008 Kyjevským institutem Energoprojekt (zkráceně KIEP) by bylo možné začlenit jiný typ reaktoru do již postavených budov, přičemž by se muselo některé části budovy vyměnit a zrekonstruovat. Přestože návrh ještě nebyl jistý, Energoatom se v roce 2007 vyslovil pro instalaci dvou reaktorů VVER-1000.
V březnu 2008 proběhlo interní výběrové řízení, do kterého vstoupily původně pouze Atomstrojexport a Škoda JS. Jen krátce poté byly kromě těchto dvou dodavatelů přijaty společnosti Areva, Westinghouse a Korean Hydro & Nuclear Power, z nichž pouze Atomstrojexport a KHNP podaly nabídky. V září 2008 se předpokládalo, že výstavba by mohla být obnovena do roku 2010 s tím, že bloky budou uvedeny do provozu v letech 2016 a 2017. Během prezidentské volební kampaně v roce 2010 projevila odhodlání k dokončení bloků zejména Julija Tymošenková, a proto chtěla, aby se reaktory dokončily do roku 2015. Dne 9. června 2010 proběhl podpis dohody o dostavbě reaktorů mezi ministrem paliv a energetiky Jurijem Bojkem a představenstvem Rosatomu Sergejem Kirijenkem, s níž Atomstrojexport vyšel jako vítěz tendru. Na rozdíl od toho, co bylo dříve projektováno, měl blok sestávat z reaktoru VVER-1000/392B, který měl být integrován do stávající budovy bloků jako AES-92. Návrh měl být plně dokončen do roku 2011, aby mohl být schválen později v témže roce. Ze strany Jurije Bojka to bylo považováno za první krok ukrajinské jaderné renesance, zejména proto, že Ukrajina prováděla další nové stavební projekty jakožto navazující.
V únoru 2011 zpracoval KIEP studii proveditelnosti realizace obou bloků. Financování mělo probíhat tak, že z ukrajinského rozpočtu měly být financovány všechny komponenty pocházející z Ukrajiny. Ruská Sberbank byla ochotna poskytnout úvěr na dva bloky, pokud by je ruská strana zajistila zárukami. Dne 9. února 2011 proběhl podpis odpovídající rámcové dohody o dostavbě reaktorů se společností Atomstrojexport. 31. ledna 2013 Rosatom oznámil, že výstavba dvou bloků začne v roce 2014. Generálnímu projektantovi elektrárny, společnosti Nižnij Novgorod Atomenergoprojekt, která je součástí Atomstrojexportu, mělo dokončení trvat zhruba deset let, přičemž třetí blok měl být spuštěn nejdříve v roce 2023. Dokončení dvou bloků mělo stát kolem 4,1 miliardy dolarů, ale Ukrajina se zatím s Ruskem nedohodla na podmínkách plánovaného úvěru pro dva bloky.
Kvůli vojenskému konfliktu s Ruskem na východě země Jurij Nedaškovskij, generální ředitel Energoatomu, 26. srpna 2014 uvedl, že již neplánují spolupracovat s Ruskem na výstavbě dvou bloků. Zástupci Rosatomu toto tvrzení popřeli, protože společnost stále spolupracovala s ukrajinskou stranou. Vzhledem k tomu, že podpis smlouvy proběhl na vládní úrovni, Energoatom na ni neměl žádný vliv, protože byla plně podřízena Ministerstvu energetiky a uhlí Ukrajiny. Dne 1. září 2014 Westinghouse zahájil jednání s ukrajinskou vládou o privatizaci ukrajinských jaderných elektráren. Vláda doufala, že to povede k rozvoji ukrajinského jaderného průmyslu a zrušení monopolu v tomto energetickém sektoru. Ukrajina by se pak vzdala kontroly nad jadernými elektrárnami a předala je privatizované společnosti Energoatom. Legislativa byla navržena Arsenijem Jaceňukem a Pavlem Šeremem. Ukrajina 3. září 2014 oznámila, že do konce roku 2014 podepíše smlouvu na výstavbu nových západních reaktorů, která bude řešit i otázku dostavby nedokončených ruských bloků.
Dne 23. června 2015 vláda Ukrajiny oznámila, že vypracuje právní dokument o zrušení výstavby ze strany Ruska. Společnost dále usiluje o to, aby zakázku místo toho získala česká společnost Škoda JS, o níž se Ukrajina domnívala, že jde o neruskou společnost. Škoda JS však byla již v roce 2004 prodána ruskému výrobci OMZ, což je de facto pouze domnělá nezávislost na Rusku, finanční prostředky by však skončily ve stejné zemi. V roce 2022 však Škodu JS odkoupila česká společnost ČEZ, kvůli odstranění ze sankčního seznamu Spojených států. V červenci 2023 předseda energetické komise Bulharska prohlásil, že země prodá za tržní cenu komponenty z nedokončené jaderné elektrárny Belene, jelikož Ukrajina je jediným možným kupcem nevyužitého vybavení pro reaktor VVER-1000 a Bulharsko je pro Ukrajinu jediným možným prodejcem. V listopadu 2023 bylo oznámeno, že si Energoatom objednal technickou analýzu od společnosti Westinghouse Electric Sweden, která by měla posoudit, zda je lepší využít existující zařízení z Belene a nebo nechat vyrobit nové u Škody JS. V dubnu 2024 Energoatom zahájil přípravné práce na výstavbu bloků 5 a 6. Zároveň stále probíhala oprava nedokončených bloků 3 a 4. V květnu 2024 German Galuščenko, ministr energetiky Ukrajiny řekl, že dostavba třetího bloku by měla trvat 2,5 až 3 roky a čtvrtého 4 roky. Má jít o tripartitní projekt Ukrajiny, Bulharska a Spojených států. Galuščenko také informoval, že dokončenost 3. bloku dosahuje 85 %, ačkoliv dřívější stupeň dokončenosti dosahoval pouze 75 % a žádná stavba zatím neprobíhá. V 17. června 2024 Galuščenko informoval, že bulharský parlament již podpořil nápad prodeje zařízení z Belene na Ukrajinu a že společně směřují ke končené smlouvě, na které závisí osud dokončení elektrárny. Ohledně financování, Kotin prohlásil, že Energoatom se pokusí velkou část zaplatit sám a na zbytek se budou snažit získat úvěry. Na projekt nebudou použity prostředky ze státního rozpočtu Ukrajiny. Většina pracovníků, kteří se budou podílet na dostavbě, budou pocházet ze Záporožské jaderné elektrárny, kterou museli opustit pod nátlakem ruských okupantů. Dne 28. června 2024 Energoatom oznámil, že dokončení dvou bloků bude trvat 3, respektive 5 let. Na konci června 2024 byla dokončena instalace mostního koridoru, který propojil 2. a 3. blok. To ulehčí instalaci dalšího zařízení, protože bude možné do bloku vstupovat konvenčním způsobem a ne pouze dveřmi v suterénu z úrovně okolního terénu. Podle existujících informací byl most nainstalován již v sovětských dobách, ale později byl z neznámých důvodů demontován. V říjnu 2024 na stavbu dorazil jeden z naftových generátorů pro třetí blok. Dále bylo v říjnu 2024 oznámeno, že bude opraven věžový jeřáb K-10000, který na stavbě stojí od konce 80. let. V prosinci 2024 parlament neschválil návrh k projednávání zákon č. 11 146 „O umístění, projektování a provozu energetických bloků č. 3 a č. 4 Chmelnické jaderné elektrárny“, jednání bylo odloženo. Současně s tím bylo oznámeno, že EU se nebude podílet na financování výstavby. Současně s tím ale 16. ledna ukrajinský parlament schválil nákup dvou nepoužitých reaktorů z Bulharska. V únoru 2025 Energoatom objednal přepočet nákladů dostavby dvou bloků. V roce 2017 se cena pohybovala kolem 72 miliard hřiven. Dne 13. února 2025 Bojko Borisov, hlava největší politické strany Bulharska GERB, která je členem vládnoucí koalice, potvrdil prodej nepotřebných komponent, jako jsou tlakové nádoby reaktoru a parogenerátory, na Ukrajinu. Vzhledem k tomu, že poslední den, kdy bylo možné potvrdit převzetí komponent, bylo 11. března 2025 a prezident Ukrajiny Volodymyr Zelenskyj byl tou dobou v Saúdské Arábii na jednání, nemohl jej podepsat. Vzápětí však bylo oznámeno, že prezident Zelenskyj zákon nakonec, byť po limitu, podepsal. Dne 15. dubna 2025 Atanas Zafirov, představitel Bulharské socialistické strany, prohlásil, že reaktory Ukrajině nebudou prodány. Údajně proto, že Bulharsko je radši využije pro své potřeby, byť je to nemožné.
V červnu 2025 vyšlo najevo, že vláda Bulharska prodej nezrušila oficiálně. Ministr energetiky Ukrajiny Herman Haluščenko prohlásil, že země má stále zájem komponenty získat a očekává, že Bulharsko změní názor po diskusi s MAAE o prodeji. V červenci 2025 bylo oznámeno, že jednání o nákupu vybavení z Bulharska budou obnovena 10. července 2025. V srpnu 2025 bylo oznámeno, že podle vládního plánu začne instalace zařízení ve třetím bloku v roce 2026.

### Bloky 5 až 7 – dříve
Dne 25. září 2013 oznámil generální ředitel Energoatomu Nikita Konstantinov, že podle takzvané Energetické strategie 2030 budou na elektrárně postaveny první tři nové bloky o celkovém výkonu 3000 MW, určené k rozšíření a nikoli k obnově. Od té doby však tento projekt nepokračuje.

### Bloky 5 a 6
Dne 1. září 2021 podepsal prezident Ukrajiny Zelenskyj smlouvu o spolupráci s americkou firmou Westinghouse při dostavbě 4. bloku, ve kterém by měly být využity americké součástky z tamní nedokončené jaderné elektrárny. Smlouva mimo jiné zahrnuje stavbu dalších jaderných reaktorů na Ukrajině. Dne 7. listopadu 2021 navštívili inženýři z firmy Westinghouse jadernou elektrárnu a také její 3. nedokončený blok, ve kterém proběhly prověrky, jestli je možné 3. blok také dokončit jako projekt s reaktorem AP1000 zabudovaným v budově VVER-1000/320. Dne 24. listopadu 2021 však bylo rozhodnuto 3. blok dokončit jako VVER-1000/320, protože se dospělo k závěru, že téměř hotový VVER-1000 by bylo velmi nákladné přestavět na AP1000. Dokončit 3. blok měla dostat za úkol Škoda JS, jediná firma kromě Atomstrojexportu, která je stále schopna tlakovou nádobu VVER-1000 vyrobit. Turbína třetího bloku byla již vyrobena ukrajinskou firmou Turboatom a ostatní díly byly vyrobeny již v 90. letech a jsou stále uskladněny v konzervaci na staveništi. Po dokončení bloku číslo 3 se plánuje postavit 5. a 6. blok s technologií AP1000. Na stavbě se nachází původní dánský červený jeřáb Krøll K10000, který by měl být využit, jelikož je pravidelně servisován.

Dne 17. prosince 2023 podepsaly společnosti Energoatom a Westinghouse smlouvu o dodávce komponent pro pátý blok typu AP1000. Podle Petra Kotina by první blok AP1000 mohl být v provozu již do roku 2029. Dále v prosinci 2023 bylo oznámeno, že Energoatom koupil zařízení pro reaktor AP1000 z nedokončené elektrárny V. C. Summer ve Spojených státech za 16,4 miliard hřiven. Celkové náklady na jeden blok mají být zhruba 5 miliard dolarů. Dne 21. ledna byl oznámeno, že výstavba jednoho z bloků začne v roce 2024. Podle všeho však má jít o dostavbu jednoho z VVER-1000 a nikoli AP1000. Ve třetím bloku od roku 2023 probíhají opravné práce na zajištění bezpečnosti struktury, která stojí 35 let bez významnější konzervace. Čtvrtý blok je demontován za účelem jej postavit znovu jako VVER-1000. Elektrárna se dostavbou čtyř bloků má stát největší jadernou elektrárnou v Evropě, zhruba o 300 MW výkonnější, než Záporožská jaderná elektrárna.

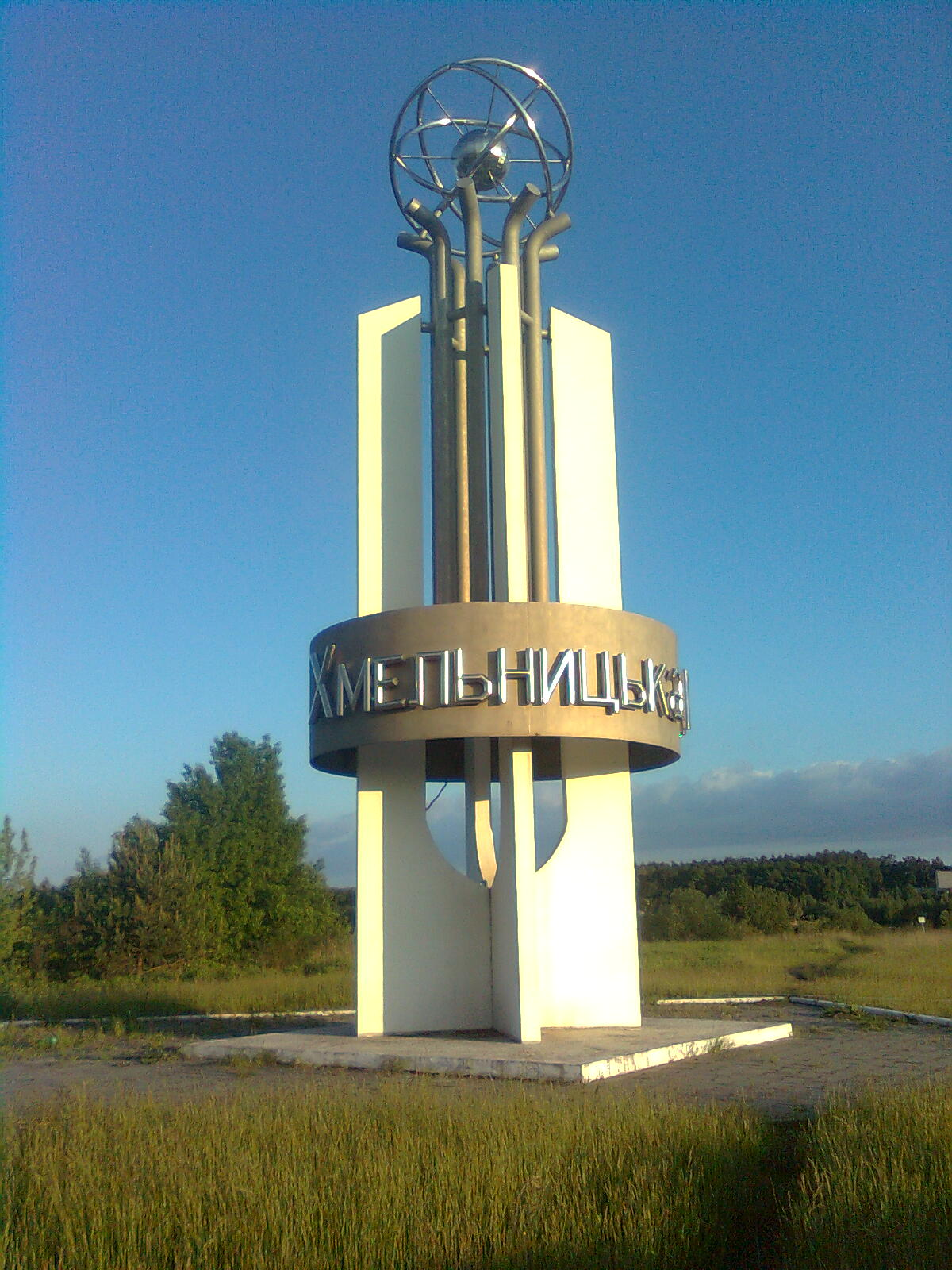
Stéla jaderná elektrárny

### Druhá fáze
Kolem roku 1982 vznikla myšlenka na vybudování druhé stavební fáze za stejných podmínek za účasti zemí RVHP s názvem Chmelnyckyj II. V roce 1987 se tyto plány konkretizovaly na rozšíření díla o úsek shodný s první fází výstavby na celkovou kapacitu 8000 MW, podobně jako jaderná elektrárna na jihu Ukrajiny a jaderná elektrárna Záporoží. Tyto plány však nebyly realizovány.

## Informace o reaktorech
| Reaktor       | Typ reaktoru  | Výkon   | Výkon   | Zahájení výstavby | Připojení k síti | Uvedení do provozu | Uzavření |
| Reaktor       | Typ reaktoru  | Čistý   | Hrubý   | Zahájení výstavby | Připojení k síti | Uvedení do provozu | Uzavření |
| ------------- | ------------- | ------- | ------- | ----------------- | ---------------- | ------------------ | -------- |
| Chmelnyckyj-1 | VVER-1000/320 | 950 MW  | 1000 MW | 1. 11. 1981       | 31. 12. 1987     | 13. 8. 1988        |          |
| Chmelnyckyj-2 | VVER-1000/320 | 950 MW  | 1000 MW | 1. 2. 1985        | 7. 8. 2004       | 15. 12. 2005       |          |
| Chmelnyckyj-3 | VVER-1000/320 | 950 MW  | 1000 MW | 1. 3. 1986        |                  | 2028               |          |
| Chmelnyckyj-4 | VVER-1000/320 | 950 MW  | 1000 MW | 1. 2. 1987        |                  | 2029               |          |
| Chmelnyckyj-5 | AP1000        | 1117 MW | 1250 MW | 11. 4. 2024       |                  | 2030               |          |
| Chmelnyckyj-6 | AP1000        | 1117 MW | 1250 MW | 11. 4. 2024       |                  | 2031               |          |

### Stav nedokončených bloků

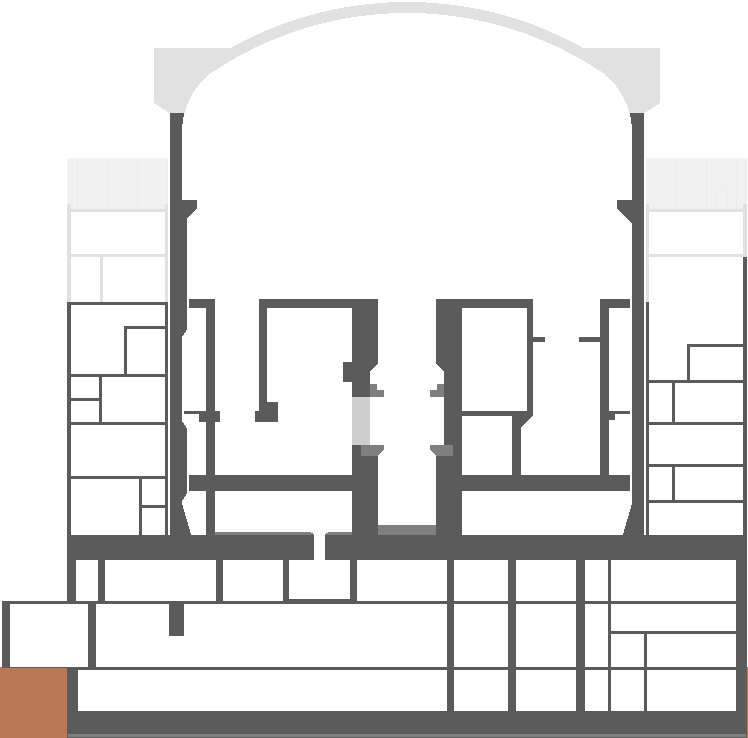
Stav 3. bloku v roce 2007
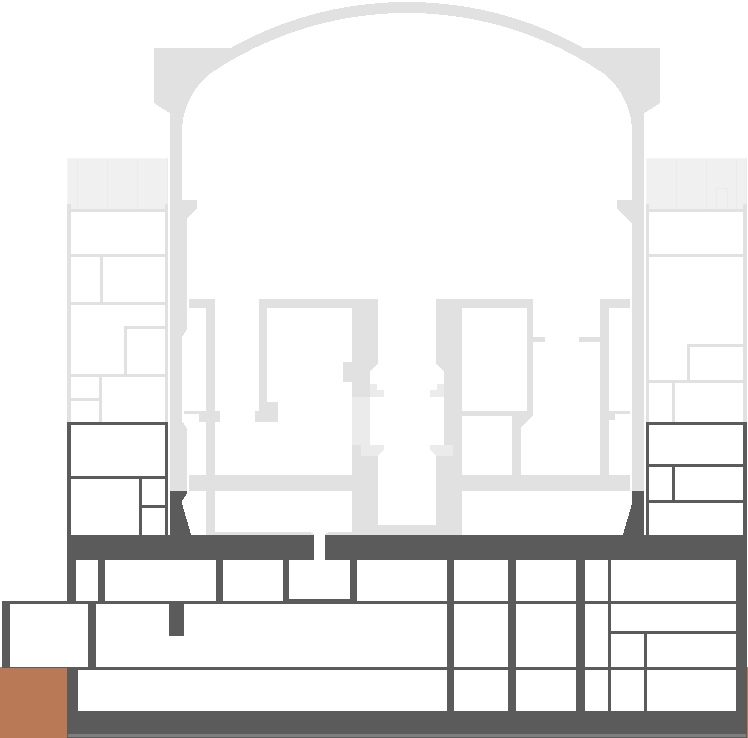
Stav 4. bloku v roce 2007